# Hamilton (cràter)
Hamilton és un cràter d'impacte que es troba prop de l'extremitat sud-est de la Lluna. Des de la Terra el cràter apareix al límit de la zona visible, la qual cosa limita el detall amb el qual pot observar-se. La seva visibilitat queda afectada per la libració.
Es troba a l'est del cràter inundat de lava Oken, prop de l'irregular Mare Australe. Al nord-est d'Hamilton, sobre l'extremitat lunar, es localitza el cràter també inundat de lava Gum. A menys de tres diàmetres del cràter cap al sud apareix la plana emmurallada de Lyot, així mateix envaïda per la lava.
Es tracta d'un cràter gairebé circular, encara que al seu costat nord presenta un sector rectilini. La vora té un perfil marcat, i no mostra efectes erosius notables. Presenta perfils en forma de terrassa al llarg dels costats interiors, particularment a la seva vora occidental (el que queda amagat a la vista des de la Terra). El sòl interior és profund i desigual, amb una elevació producte de l'impacte que uneix el punt mitjà del cràter amb la paret interna del costat nord-nord-oest.
A l'est i el sud-est apareix un element de major grandària, una formació d'arcs que s'assembla a les restes d'un antic cràter. Hamilton és concèntric amb aquest arc. No obstant això, només resta la part oriental d'aquesta antiga conca.

## Cràters satèl·lit
Per convenció, aquests elements s'identifiquen als mapes lunars col·locant la lletra al costat del punt central del cràter més pròxim a Hamilton.
|          | \| Hamilton \| Coordenades \| Diàmetre \| \| -------- \| ------------------------------------ \| -------- \| \| B \| 42° 36′ S, 82° 06′ E / 42.6°S,82.1°E \| 32 km \| |          |
| Hamilton | Coordenades | Diàmetre |
| B        | 42° 36′ S, 82° 06′ E / 42.6°S,82.1°E | 32 km    |